# Викорст, Николай Эммануилович
Николай Эммануилович Викорст (1873—1944) — русский военно-политический деятель, контр-адмирал (1917).

## Биография
Родился 17 сентября 1873 года в Николаеве, Российская империя в семье потомственных моряков. Отец — Викорст, Эммануил Осипович, контр-адмирал, участник Крымской войны.
Окончил Морской корпус в 1893 году и Высочайшим приказом по морскому ведомству № 705 произведён по экзамену в мичманы. Знал французский язык.
Участник китайской кампании 1900—1901 годов.
С 1911 года — командир Каспийской отдельной флотской роты и канонерской лодки «Карс».
Произведен в капитаны 1 ранга за отличие — 6 декабря 1914 года.
С 1916 года — начальник дивизии траления, затем — начальник морской партии траления Белого моря.
С 1917 года — начальник штаба; 2 июня 1917 — 18 июля 1919 (с перерывами) — командующий флотилией Северного ледовитого океана.
Участвовал в Белом движении. С 3 по 19 ноября 1918 — генерал-губернатор и командующий русскими войсками Северной Области.
С июля 1919 — в отставке.
В феврале 1920 года эмигрировал в Норвегию, затем в Бельгию. Возглавлял Союз офицеров в Льеже.
Умер 4 марта 1944 года в Льеже.
Жена — Елена Федоровна.

## Награды
- Награждён серебряной медалью в память царствования императора Александра III (1896).
- 6 декабря 1901 года награждён орденом Св. Станислава 3-й степени с мечами и бантом.
- В 1902 году награждён серебряной медалью в память военных событий в Китае в 1900—1901 гг.
- В 1910 году награждён орденом Св. Станислава 2-й степени.
- В 1913 году пожалован светло-бронзовой медалью в память 300-летия царствования Дома Романовых.
- 6 декабря 1913 года награждён орденом Св. Анны 2-й степени.
- В 1915 году предоставлено право ношения светло-бронзовой медали в память 200-летнего юбилея Гангутской победы.
- 30 июля 1915 года награждён орденом Св. Владимира 3-й степени.
- 12 ноября 1915 года награждён мечами к имеющемуся ордену Св. Владимира 3-й степени